# Idaea montaria
Idaea montaria är en fjärilsart som beskrevs av Jones 1921. Idaea montaria ingår i släktet Idaea och familjen mätare. Inga underarter finns listade i Catalogue of Life.